# Código Geográfico Nacional de Cabo Verde
| Barlavento                 | Sotavento                      |
| -------------------------- | ------------------------------ |
| 1. Ribeira Grande          | 9. Maio                        |
| 2. Paul                    | 10. Tarrafal                   |
| 3. Porto Novo              | 11. Santa Cruz                 |
| 4. São Vicente             | 12. Santa Catarina             |
| 5. Tarrafal de São Nicolau | 13. São Miguel                 |
| 6. Ribeira Brava           | 14. São Salvador do Mundo      |
| 7. Sal                     | 15. São Lourenço dos Órgãos    |
| 8. Boavista                | 16. Ribeira Grande de Santiago |
|                            | 17. São Domingos               |
|                            | 18. Praia                      |
|                            | 19. Mosteiros                  |
|                            | 20. São Filipe                 |
|                            | 21. Santa Catarina do Fogo     |
|                            | 22. Brava                      |

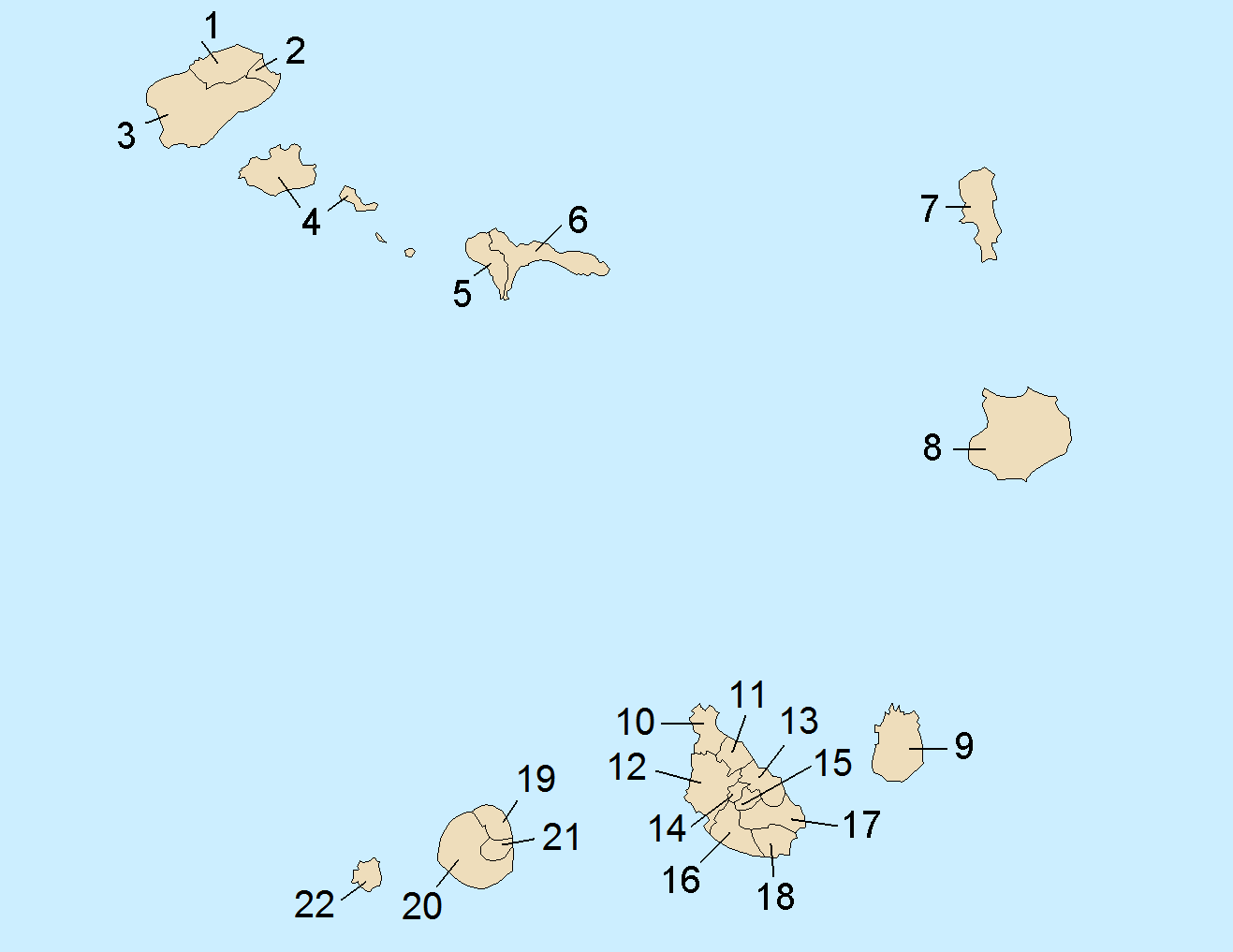

O Código Geográfico Nacional de Cabo Verde (CGN-CV) é um padrão de nomenclatura geográfica criado pelo Instituto Nacional de Estatística (INE) de Cabo Verde, com o intuito de facilitar a produção, difusão e compreensão dos dados estatísticos que aumentam de ano para ano.
Com esse objectivo, atribui a cada elemento estatístico um código numérico de forma a evitar ambiguidades (já que vários dos topónimos em Cabo Verde se repetem por motivos históricos e culturais) e a potenciar futuros levantamentos estatísticos, bem como a eventual extensão do código com a inclusão fácil de novos elementos. A vantagem de ser numérico é notada, por exemplo, em contraste com o código ISO 3166-2:CV, que facilmente criaria ambiguidades com o multiplicar das subdivisões.
Essa classificação, baseada no Censo de 1990, é o resultado da actualização da base cartográfica realizada por diversas operações estatísticas exaustivas, designadamente, do Recenseamento Empresarial 97 e do Censo 2000, cujas operações de terreno decorreram entre 1998 e 2000.
O código subdivide o território (em conformidade com a divisão administrativa do país) em Ilhas, Concelhos, Freguesias, Zonas e os povoados, designados estatisticamente por Lugar. Na prática, muitas das zonas acabam por corresponder a cidades e vilas, sendo os lugares sub-zonas das mesmas.
Segundo a descrição do próprio INE, "A codificação do CGN-CV incluirá um código de 7 dígitos, correspondendo o primeiro à ILHA, o segundo ao CONCELHO, o terceiro à FREGUESIA, os dois seguintes à ZONA e o sexto e o sétimo ao LUGAR". Assim, o código 4110610 se refere à ilha 4 (Sal), ao concelho 4-1 (Sal), à freguesia 4-1-1 (Nossa Senhora das Dores), à zona 4-1-1-06 (Espargos) e finalmente ao lugar 4-1-1-06-10 (Morro Curral).

## Códigos das ilhas
1 Santo Antão
2 São Vicente
3 São Nicolau
4 Sal
5 Boa Vista
6 Maio
7 Santiago
8 Fogo
9 Brava

## Códigos dos concelhos
11 Ribeira Grande
12 Paul
13 Porto Novo
21 São Vicente
31 Ribeira Brava
32 Tarrafal de São Nicolau
41 Sal
51 Boa Vista
61 Maio
71 Tarrafal
72 Santa Catarina
73 Santa Cruz
74 Praia
75 São Domingos
76 São Miguel
77 São Salvador do Mundo
78 São Lourenço dos Órgãos
79 Ribeira Grande de Santiago
81 Mosteiros
82 São Filipe
83 Santa Catarina do Fogo
91 Brava

## Códigos das freguesias
111 Nossa Senhora do Rosário
112 Nossa Senhora do Livramento
113 Santo Crucifixo
114 São Pedro Apóstolo
121 Santo António das Pombas
131 São João Baptista
132 Santo André
211 Nossa Senhora da Luz
311 Nossa Senhora da Lapa
312 Nossa Senhora do Rosário
321 São Francisco de Assis
411 Nossa Senhora das Dores
511 São João Baptista
512 Santa Isabel
611 Nossa Senhora da Luz
711 Santo Amaro Abade
721 Santa Catarina
731 Santiago Maior
741 Nossa Senhora da Graça
751 Nossa Senhora da Luz
752 São Nicolau Tolentino
761 São Miguel Arcanjo 
771 São Salvador do Mundo
781 São Lourenço dos Órgãos
791 Santíssimo Nome de Jesus
792 São João Baptista
811 Nossa Senhora da Ajuda
821 São Lourenço
822 Nossa Senhora da Conceição
831 Santa Catarina
911 São João Baptista
912 Nossa Senhora do Monte